# إبهام (استعمال اللغة)

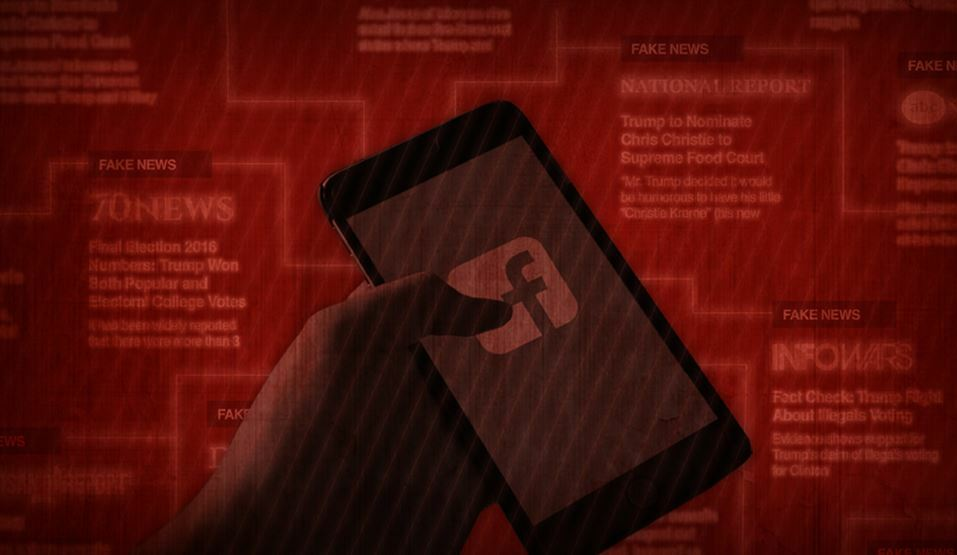

الكلام المُوَرَّب أو الكلام المُشتَبِه أو الإبهام في استعمال اللغة والكلام عبارة عن قصد استعمال كلمات معانيها غير ظاهرة. وخلافه البيان.